# Divulje
Divulje su naselje istočno od grada Trogira, kojem administrativo pripadaju, u Splitsko-dalmatinskoj županiji u RH. Naselje se nalazi na obali Kaštelanskog zaljeva.

## Stanovništvo
Prema popisu stanovništva 2011. godine naselje je imalo 26 stanovnika.
| broj stanovnika |       |       |       |       |       |       |       |       | 36    | 552   | 361   | 36    | 58    | 32    | 37    | 26    | 52    |
|                 | 1857. | 1869. | 1880. | 1890. | 1900. | 1910. | 1921. | 1931. | 1948. | 1953. | 1961. | 1971. | 1981. | 1991. | 2001. | 2011. | 2021. |

Iskazuje se od 1948., i to u 1948. kao dio naselja, a od 1953. kao naselje.

## Gospodarstvo
Uokolo Divulja se uzgajaju vinova loza, smokve i masline.
Poznate su po vojnoj zrakoplovnoj bazi "Divulje". Za vrijeme Domovinskog rata u njima je bio smješten UNPROFOR.

## Znamenitosti
- Crkva sv. Vitala, zaštićeno kulturno dobro